# Здуньє (община Македонський Брод)
Здуньє (мак. Здуње) — село у Північній Македонії, входить до складу общини Македонський Брод Південно-Західного регіону.
Населення — 20 осіб (перепис 2002), за етнічним складом — усі македонці.